# William Cook
Pour les articles homonymes, voir Cook.
Sir William Richard Joseph « Bill » Cook, né le 10 avril 1905 à Trowbridge et mort le 16 septembre 1987, est un scientifique et haut fonctionnaire britannique spécialiste du nucléaire et des questions de défense.
Méconnu du grand public, ce « père » de la bombe H britannique, est cité comme l'une des personnes ayant également permis à la France d'obtenir la bombe H.

## Biographie
Cook est Chief Scientific Adviser to the Ministry of Defence (en) entre 1966 et 1970.
Il est élu à la Royal Society en 1962.

### Rôle dans la bombe H française
En 1967, le Royaume-Uni n'est toujours pas membre de la Communauté économique européenne (CEE), le président français Charles de Gaulle ayant opposé son veto à une candidature britannique en 1963. 
Un très probable marchandage officieux est donc réalisé pour permettre le retrait du veto français contre un secret militaire — la structure Teller-Ulam — sur lequel les scientifiques français piétinent depuis plusieurs années. Pour De Gaulle, c'est la bombe H qui permettra symboliquement à la France de récupérer son statut de grande puissance et lui offrira un gage d'indépendance. 
Dans ce cadre, c'est le scientifique William Cook — francophile notoire — qui va officieusement indiquer les clés de la recherche de cette structure permettant la construction d'une bombe H, confirmant ainsi le travail délaissé de Michel Carayol. L'espion français André Thoulouze, sous la supervision d'Henri Coleau, se charge des échanges avec Cook, lui donnant les indications suffisantes pour faire le lien avec le travail de Carayol. La recherche française étant débloquée, une explosion réussie à Fangataufa a lieu en 1968 et le Royaume-Uni obtient en 1973 son entrée dans la future Union européenne, malgré une dernière opposition de De Gaulle qui retarde l'intégration britannique de quelques années. 
Malgré le secret d'État, c'est vers 1994 que l'histoire officieuse est connue après la sortie d'un livre écrit par l'ingénieur Pierre Billaud et plusieurs articles de presse en 1996. Le rôle de Robert Dautray est donc minimisé dans l'histoire du programme nucléaire militaire français.